# ファーミング
ファーミング（pharming）とはDomain Name System（DNS）の設定を書き換えインターネットの閲覧者を偽のウェブサイトに誘導することで不正に個人情報を得る、又は得ようとする行為のこと。「ネット詐欺」のひとつでフィッシング詐欺の類似手法。
DNSとはインターネット上のアドレスを、人間が読みやすい形式のURLから機械が扱いやすい形式のIPアドレスへと変換する仕組みで、この設定を書き換えられると、偽のウェブサイトに導かれる。偽のDNSへの誘導という手口もある。

## フィッシング詐欺との比較
偽のウェブサイトに誘導することで不正な情報を得ようとする点では、フィッシング詐欺に似ているが、より自動化された詐欺手法である。
フィッシング詐欺では、積極的に無差別送信された迷惑メールによって一連の詐欺行為が開始されるが、ファーミングでは不正なスクリプトをWebページに仕掛けることで自動化されているため、被害規模も大きくなる可能性がある。

## 洗練された・農業
フィッシング詐欺（Phishing Scam）の英語表現が「sophisticated」（洗練された）と「fishing」（釣り）からphishingが合成されたように、「sophisticated」（洗練された）と「Farming」（農業）から「Pharming」という語が作られたと考えられている。
農業では畑に種を蒔き、後は収穫を待つが、このファーミング詐欺でも設備をそろえて実行するだけで、あとは作物（他人の個人情報）の収穫（Webへの入力）を待つだけ…という点が、この名前の由来である。

## クラックの仕組み
ファーミングは2段階よりなる。
1. DNSの書き換え
  - DNSサーバの内部のアドレス情報を書き換える。たとえば、ウィキペディア日本語版"http://ja.wikipedia.org"のwebサーバの持つIPアドレスは2007年11月現在では "66.230.200.100"であるが、この番号が"207.171.191.131"に書き換えられるとWikipediaを見るつもりでもインターネット書店の"Amazon.co.jp"が開いてしまう。
  - コンピュータ・ウイルスやWindows付属のブラウザであるInternet Explorerの脆弱性を利用した攻撃などでDNSの情報が書き換えられる。DNSへのIPアドレスが偽DNSのものに書き換えられる場合もある。
2. 偽画面での個人情報の入手
  - クラッカが用意した不正なサーバに誘導されれば、被害者は偽画面とは知らずに不用意に個人情報を渡してしまうかもしれない。例えばAMEXやVISAのようなクレジット・カード会社のページや銀行のページを偽装したサイトに、口座番号とパスワードを入力してしまう。本物のページのコピーをそのまま偽画面に貼り付けるだけで、まず偽画面とは気付かれない。

## 事例
コンピュータウイルスを使った同種の犯罪もブラジルなどで確認されており、インターネットバンキング・サイトに接続した時、振込み等の操作を行うのに必要なIDとパスワードの入力を盗み読んだり、IDとパスワードの確認を求めるダイアログを表示して、誤って入力させる物が発見されている。

## 現象と回復
ファーミングされるとDNSサーバのIPアドレスが偽物に書き換えられ、特定のウェブサイトにアクセスできなくなったり、妙なサイトに接続されたりといった現象が発生する。これはプロバイダ接続とローカルエリア接続の二か所のDNSのIPアドレスをプロバイダ推奨のものに直すことで回復できる。

## 当用語の使用に関する議論
セキュリティ専門家によって、「ファーミング」という用語の使用については意見が異なる。例えば、あえて別の詐欺行為に分類する必要も無いという意見がある。Anti-Phishing Working Group が開催した会議においてフィリップ・ハーラム・ベイカーは、この用語を「銀行に新しい種類のセキュリティサービスを買わせるために作られたマーケティングの造語」とし、「ファーミングで経済的被害を受けた事例は一つもない。」としている。しかし、自動化され、より被害が大規模になりやすいと考えられるため、利用者だけではなくサービス提供元にも、それ相応の対策が求められるという考えもある。

## ドライブバイ・ファーミング
自宅からWebアクセスする個人の多くがブロードバンド・ルーターを経由してインターネットに接続しているが、悪意を持つクラッカによって作成されたWebページにBBルーターの設定を書き換えるスクリプトが埋め込まれていて、知らずにこういったWebページにアクセスするとブラウザのDNSアドレスが書き換えられてしまう事がある。そのページをWebブラウザが読み込むと、初期設定のままのパスワードを使ったスクリプトがブラウザによって実行され、DNSサーバのIPアドレスをクラッカの用意した偽のDNSサーバのIPアドレスに書き換えようとする。BBルーターの初期設定のパスワードが、メーカーごとにほとんど同じものが使われていることを利用したもので、初期設定を別のパスワードに変えていれば危険はない。
DNSサーバのアドレスが書き換えられた後は、従来のファーミングと同じく偽のウェブサイトに誘導される。DNSサーバのIPアドレスを元に戻すという回復法も同じであり、BBルーターのパスワードを変える事も必要である。